# Bilston
Bilston är en stad i distriktet Wolverhampton, i grevskapet West Midlands, i Storbritannien.
Bilston är beläget i ett gammalt kol- och järndistrikt och var tidigare rikt på metallindustrier, samt för sin keramiska industri.
Bilston var en civil parish 1866–1966 när blev den en del av Wolverhampton, Walsall och West Bromwich. Civil parish hade 33 067 invånare år 1961. Staden nämndes i Domedagsboken (Domesday Book) år 1086, och kallades då Billestune.